# Triton (Mythologie)

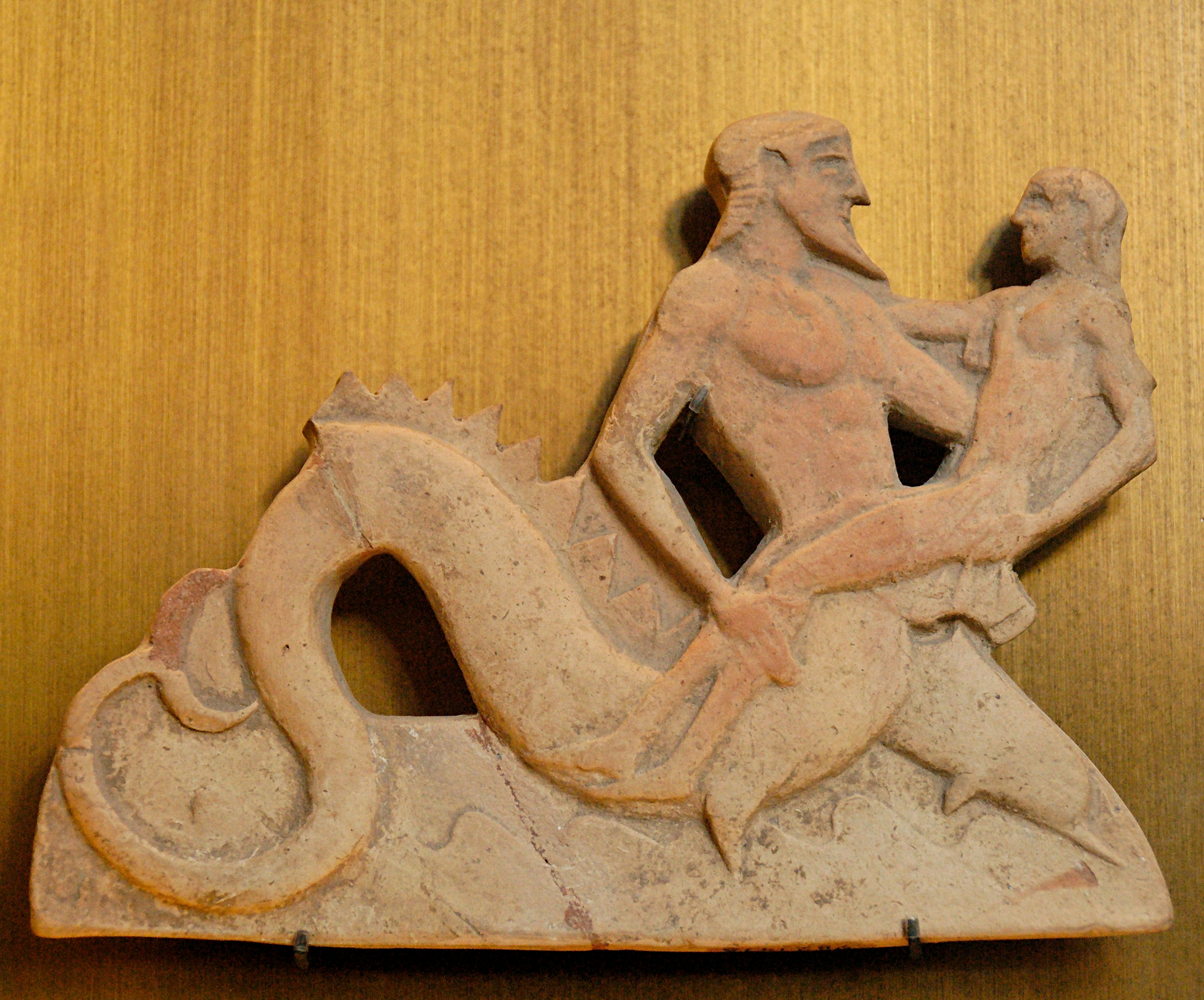
Triton trägt Theseus (Melisches Relief, 5. Jh. v. Chr.)

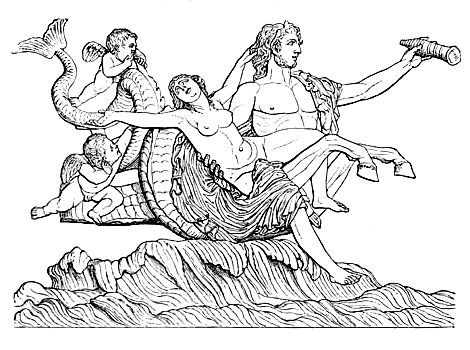
Triton und Nereide (Neapel)

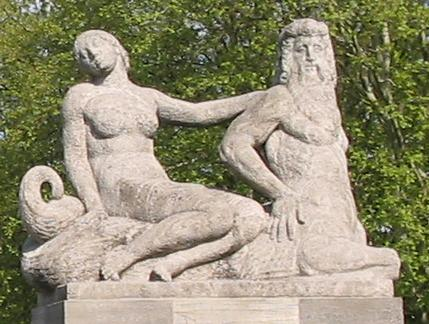
Triton trägt Nymphe (Berlin)

Triton (altgriechisch Τρίτων Trítōn, neugriechisch Τρίτωνας Trítonas) ist ein Meeresgott der griechischen Mythologie, von dem später die mythologische Gattung der Tritonen abgeleitet wurde.

## Mythologie
Triton wurde als Mischwesen gedacht und oft als Sohn des Poseidon und der Amphitrite angesehen. Seine Geschwister waren Rhode und Benthesikyme. Sein goldener Palast stand in der Nähe des Tritonsees im heutigen Tunesien. Nach der Argonautensage zog er die Schiffe der durch einen Wirbelsturm in der Wüste gestrandeten Seefahrer zurück ins Meer. Im hellenistischen Griechenland war ihm ein verbreiteter Kult gewidmet. Sein Haupttempel stand in Aulis.
In der Mythologie wird er selten erwähnt, in der Kunst allerdings oft dargestellt, auf seinem Schneckenhorn (namentlich Tritonshorn) blasend, mit dem er das Meer aufwühlen oder wieder beruhigen kann. Karl Kerényi bezeichnet ihn als Ichthyokentauren, denn sein Oberkörper ist der eines Menschen mit den Vorderbeinen eines Pferdes, sein Unterkörper ähnelt einem Delfin. In einer anderen Sage muss Herakles mit ihm kämpfen, wonach diesem der Weg zum Garten der Hesperiden gewiesen wird.

## Tritonen

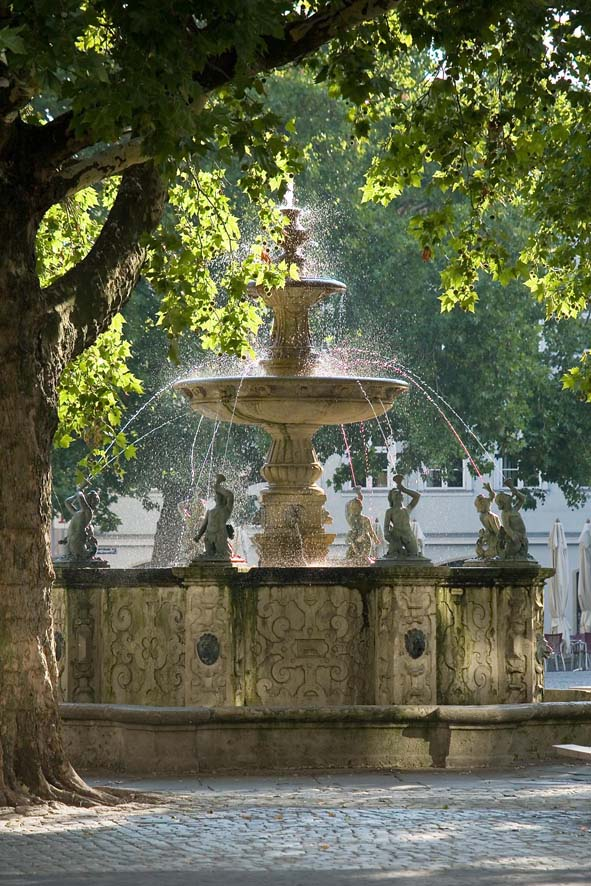
Auf dem aus dem Jahre 1869 stammenden Kohlmarktbrunnen in Braunschweig befinden sich acht Tritonen

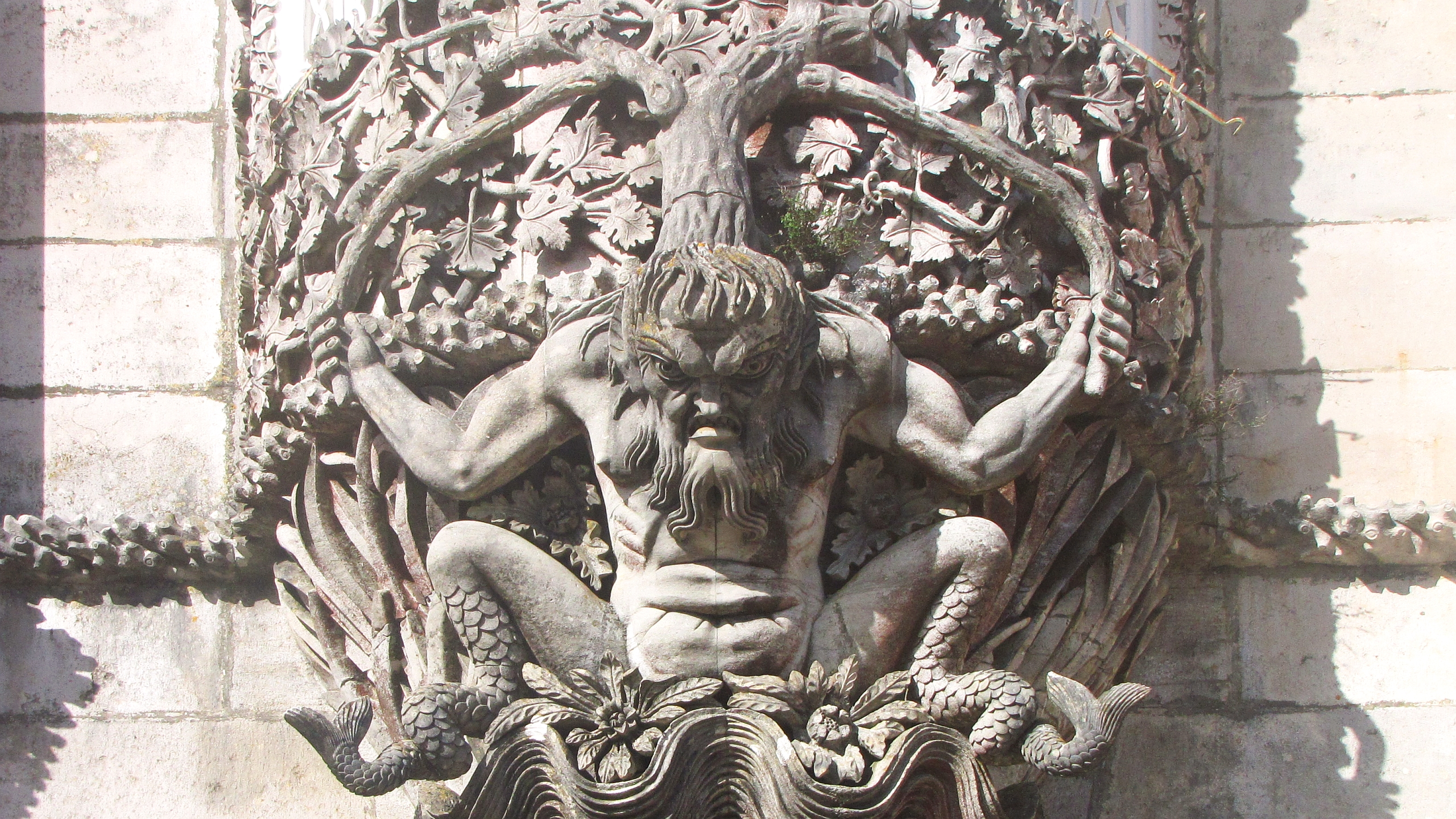
Triton, manuelinische Torskulptur als Schöpfungsallegorie – Palácio Nacional da Pena

Die Figur eines Tritonen oder von Tritonen wurde in der Kunst vielfach dargestellt, insbesondere als Skulptur(en) bei sogenannten Tritonenbrunnen oder z. B. im Barock als kleiner figuraler Schmuck für Brunnen und Weiher. Als „Triton“ bezeichnet man in der Ikonografie ein Mischwesen, je zur Hälfte bestehend aus einem menschlichen Oberkörper und fischartigem Unterkörper mit Schwanzflosse.

## Rezeption
- In Georg Philipp Telemanns (1681–1767) Suite Hamburger Ebb’ und Fluth trägt ein Satz (Harlequinade) den programmatischen Titel Der Schertzende Tritonus.
- Im Film Jason und die Argonauten (1963) taucht Triton in einer Meerenge auf, um Jasons Schiff die Durchfahrt zu ermöglichen. Triton wird hier von einem unbekannten Schauspieler dargestellt, der durch Ray Harryhausens Spezialeffekte um ein Vielfaches vergrößert wurde und zusätzlich den klassischen Unterkörper eines Fisches trägt.
- Im Zeichentrickfilm Arielle, die Meerjungfrau (1989) von Disney tritt Triton als Vater der Meerjungfrau Arielle in Erscheinung.
- In der Zeichentrickserie Spongebob Schwammkopf spielt er den rebellischen Sohn Neptuns, des Meeresgottes in der Serie.
- Der Bildhauer Richard Guhr schuf auf der Carl-Zuckmayer-Brücke im Rudolph-Wilde-Park in Berlin-Schöneberg in den Jahren 1908–1910 vier Figurengruppen mit Tritonen, „die auf ihren Rücken Nymphen über das einstmals aus einer Seenkette bestehende Fenngelände von einem Ufer zum anderen tragen“ (Informationstafel vor Ort).
- Nach Triton wurde der erste entdeckte Mond des Planeten Neptun benannt, Triton.